# Arrondissement de Libourne
L'arrondissement de Libourne est une division administrative française, située dans le département de la Gironde, en région Nouvelle-Aquitaine et dont le chef-lieu est la ville de Libourne.

## Composition
L'arrondissement de Libourne se compose de 129 communes réparties sur cinq cantons :
- canton des Coteaux de Dordogne (51 communes) ;
- canton du Libournais-Fronsadais (24 communes) ;
- canton du Nord-Gironde (2 communes sur 28) ;
- canton du Nord-Libournais (38 communes) ;
- canton du Réolais et des Bastides (14 communes sur 89).

### Découpage communal depuis 2015
Depuis 2015, le nombre de communes des arrondissements varie chaque année soit du fait du redécoupage cantonal de 2014 qui a conduit à l'ajustement de périmètres de certains arrondissements, soit à la suite de la création de communes nouvelles. Le nombre de communes de l'arrondissement de Libourne reste quant à lui inchangé depuis 2015 et égal à 129.
Au 1er janvier 2024, l'arrondissement groupe les 129 communes suivantes :
1. Abzac
2. Les Artigues-de-Lussac
3. Arveyres
4. Asques
5. Baron
6. Bayas
7. Belvès-de-Castillon
8. Les Billaux
9. Bonzac
10. Bossugan
11. Branne
12. Cabara
13. Cadarsac
14. Cadillac-en-Fronsadais
15. Camiac-et-Saint-Denis
16. Camps-sur-l'Isle
17. Caplong
18. Castillon-la-Bataille
19. Chamadelle
20. Civrac-sur-Dordogne
21. Coubeyrac
22. Coutras
23. Daignac
24. Dardenac
25. Doulezon
26. Les Églisottes-et-Chalaures
27. Espiet
28. Eynesse
29. Le Fieu
30. Flaujagues
31. Francs
32. Fronsac
33. Galgon
34. Gardegan-et-Tourtirac
35. Génissac
36. Gensac
37. Gours
38. Grézillac
39. Guillac
40. Guîtres
41. Izon
42. Jugazan
43. Juillac
44. Lagorce
45. Lalande-de-Pomerol
46. La Lande-de-Fronsac
47. Lapouyade
48. Les Lèves-et-Thoumeyragues
49. Libourne
50. Ligueux
51. Lugaignac
52. Lugon-et-l'Île-du-Carnay
53. Lussac
54. Maransin
55. Margueron
56. Montagne
57. Mouillac
58. Mouliets-et-Villemartin
59. Moulon
60. Naujan-et-Postiac
61. Néac
62. Nérigean
63. Les Peintures
64. Périssac
65. Pessac-sur-Dordogne
66. Petit-Palais-et-Cornemps
67. Pineuilh
68. Pomerol
69. Porchères
70. Puisseguin
71. Pujols
72. Puynormand
73. Rauzan
74. Riocaud
75. La Rivière
76. La Roquille
77. Sablons
78. Saillans
79. Saint-Aignan
80. Saint-André-et-Appelles
81. Saint-Antoine-sur-l'Isle
82. Saint-Aubin-de-Branne
83. Saint-Avit-de-Soulège
84. Saint-Avit-Saint-Nazaire
85. Saint-Christophe-de-Double
86. Saint-Christophe-des-Bardes
87. Saint-Cibard
88. Saint-Ciers-d'Abzac
89. Sainte-Colombe
90. Saint-Denis-de-Pile
91. Saint-Émilion
92. Saint-Étienne-de-Lisse
93. Sainte-Florence
94. Sainte-Foy-la-Grande
95. Saint-Genès-de-Castillon
96. Saint-Genès-de-Fronsac
97. Saint-Germain-de-la-Rivière
98. Saint-Germain-du-Puch
99. Saint-Hippolyte
100. Saint-Jean-de-Blaignac
101. Saint-Laurent-des-Combes
102. Saint-Magne-de-Castillon
103. Saint-Martin-de-Laye
104. Saint-Martin-du-Bois
105. Saint-Médard-de-Guizières
106. Saint-Michel-de-Fronsac
107. Saint-Pey-d'Armens
108. Saint-Pey-de-Castets
109. Saint-Philippe-d'Aiguille
110. Saint-Philippe-du-Seignal
111. Saint-Quentin-de-Baron
112. Saint-Quentin-de-Caplong
113. Sainte-Radegonde
114. Saint-Romain-la-Virvée
115. Saint-Sauveur-de-Puynormand
116. Saint-Seurin-sur-l'Isle
117. Saint-Sulpice-de-Faleyrens
118. Sainte-Terre
119. Saint-Vincent-de-Pertignas
120. Les Salles-de-Castillon
121. Savignac-de-l'Isle
122. Tarnès
123. Tayac
124. Tizac-de-Curton
125. Tizac-de-Lapouyade
126. Vayres
127. Vérac
128. Vignonet
129. Villegouge

## Démographie
En 2022, l'arrondissement comptait 156 947 habitants.
| 1954    | 1962    | 1968    | 1975    | 1982    | 1990    | 1999    | 2006    | 2011    |
| ------- | ------- | ------- | ------- | ------- | ------- | ------- | ------- | ------- |
| 111 325 | 111 431 | 114 651 | 115 981 | 123 093 | 128 471 | 131 643 | 141 225 | 149 643 |

| 2016    | 2021    | 2022    | - | - | - | - | - | - |
| ------- | ------- | ------- | - | - | - | - | - | - |
| 154 067 | 156 142 | 156 947 | - | - | - | - | - | - |

## Administration
| Période           | Période   | Identité                | Fonction précédente                                               | Observation                                                          |
| ----------------- | --------- | ----------------------- | ----------------------------------------------------------------- | -------------------------------------------------------------------- |
| ...               |           |                         |                                                                   |                                                                      |
| 1815              |           | Jean Vatout             |                                                                   |                                                                      |
| ...               |           |                         |                                                                   |                                                                      |
| 1982              | 1983      | Jacques Barthélemy      |                                                                   |                                                                      |
| 12 septembre 1983 |           | Christian Sapède        |                                                                   | Commissaire adjoint de la République de l'arrondissement de Libourne |
| ...               |           |                         |                                                                   |                                                                      |
| 23 juillet 2013   | août 2016 | Eric de Wispelaere      |                                                                   |                                                                      |
| 2 août 2016       | mars 2022 | Hamel-Francis Mekachera | Secrétaire général de la préfecture de la Alpes-de-Haute-Provence |                                                                      |
| 16 mars 2022      | En cours  | Matthieu Doligez        | Secrétaire général de la préfecture de la Corrèze                 |                                                                      |